# Dzieci triady
Dzieci triady (chiń. trad.: 辣手神探; pinyin: Làshǒu shéntàn) – hongkoński film akcji z 1992 roku, według scenariusza Johna Woo i Barry’ego Wonga, w reżyserii Johna Woo. Uważany za najlepszy film w dorobku Woo.

## Opis fabuły
Policyjna zasadzka w herbaciarni na handlarzy bronią kończy się niepowodzeniem, ginie wielu ludzi, w tym partner Tequili (Chow Yun Fat). Policjant robi teraz wszystko, by schwytać winowajców za wszelką cenę. Z pomocą Alana (Tony Leung Chiu Wai), tajniaka pracującego pod przykrywką jako członek triady, zbierają informacje o gangsterach. W końcu Tequila i Alan postanawiają połączyć swe siły i wspólnie pokonać bezwzględnego bossa i jego triadę.

## Obsada
| Aktor               | Rola                                     |
| ------------------- | ---------------------------------------- |
| Chow Yun Fat        | Yuen "Tequila" Ho-yan, inspektor policji |
| Tony Leung Chiu Wai | Alan Long, policjant pod przykrywką      |
| Teresa Mo           | Teresa Chang, oficer policji             |
| Philip Chan         | Dyrektor Pang                            |
| Kwan Hoi San        | Pan Hoi, głowa triady                    |
| Anthony Wong        | Johnny Wong, głowa triady                |
| Philip Kwok         | Mad Dog, rewolwerowiec                   |
| Bobby Au Yeung      | Lwie Serce, asystent "Tequili"           |
| Lo Mang             | Lonny                                    |
| Wei Tung            | Foxy, policjant pod przykrywką           |
| Bowie Lam           | Benny, policjant pod przykrywką          |
| Anjo Leung          | Syn Benny’ego                            |
| John Woo            | Pan Woo, barman                          |